# Diablo Immortal
Diablo Immortal ist ein Action-Rollenspiel des US-amerikanischen Spielentwicklers Blizzard Entertainment, das am 2. Juni 2022 für iOS- und Android-Geräte sowie Microsoft Windows veröffentlicht wurde. Es ist Teil der Diablo-Reihe und spielt zeitlich fünf Jahre nach Diablo II, aber vor der Story von Diablo III. Das Spiel entstand in Zusammenarbeit mit dem chinesischen Unternehmen NetEase.

## Spielprinzip
Das Spiel weist starke Elemente eines Massively Multiplayer Online Role-Playing Game auf, da der Spieler sowohl allein (einige Story-Abschnitte können zudem nur solo gespielt werden) als auch mit anderen Spielern, die in freien Arealen neben dem Spieler aktiv sind, in Gruppen agieren kann, um anspruchsvollere Aufgaben wie beispielsweise Dungeons und Raids zu bewältigen. Crossplay zwischen den verschiedenen Plattformen wird unterstützt.
Spieler können sich für eine von acht Charakterklassen entscheiden (Barbar, Blutritter, Dämonenjäger, Kreuzritter, Mönch, Totenbeschwörer, Unwetter und Zauberer), die je über unterschiedliche Fähigkeiten verfügen und im Spielverlauf verbessert werden können. Der Spielcharakter beginnt die Story in einem kleinen Ort namens Wortham, der von Kultisten und Untoten bedroht wird. Im weiteren Verlauf der Handlung bereist man weitere Orte in der Spielewelt von Sanktuario und versucht, die Splitter des Weltsteins zu sammeln, mit denen der Dämonenfürst Skarn, „Herr der Verdammnis“, plant, Diablo wiederzubeleben. An den Abschluss der Story schließt sich ein Endgame mit weiteren Aktivitäten an.

## Entwicklung
Das Spiel wurde erstmals auf Blizzards Spielemesse BlizzCon im Jahr 2018 öffentlich vorgestellt. Es wurde primär als Mobile-Spiel entwickelt und präsentiert, woraufhin es noch auf der BlizzCon zu scharfer Kritik von den Fans kam, die sich neue Informationen zu Diablo IV erhofft hatten, zumal Blizzard zum damaligen Zeitpunkt eine PC-Version ausschloss. Im Gegensatz zu den anderen Titeln der Spieleserie ist Diablo Immortal free-to-play, beinhaltet aber einen Shop mit Echtgeldzahlungen (kosmetische Items und Materialien) und verfügt über einen Battle Pass (in einer kostenlosen und einer erweiterten, zahlungspflichtigen Version). In das Belohnungssystem sind Elemente eines Gacha-Spiels eingeflossen.
Die PC-Version wurde parallel zur Mobile-Version des Spiels über Blizzards eigenen Spieleclient Battle.net veröffentlicht und wird noch als „offene Beta“ bezeichnet, nachdem Blizzard im April 2022 überraschend die Veröffentlichung der PC-Version verkündete.

## Kritik
Wenngleich Diablo Immortal nach der Veröffentlichung spieltechnisch und hinsichtlich des angebotenen Content durchaus positiv betrachtet wird, sorgte die Art und Weise der Monetarisierung für deutliche Kritik; speziell im Hinblick auf das Endgame häufen sich Pay-to-win-Vorwürfe.
Spielmechaniken bei Diablo Immortal sorgen dafür, dass sich das Weiterspielen für Free-to-play-Spieler aufgrund von versteckten Beschränkungen nach einiger Zeit nicht mehr wirklich lohnt, da diese nur eine begrenzte Menge an guten Belohnungen erhalten (Loot-Cap), was sie zu Echtgeldzahlungen motivieren soll. Gleichzeitig sind die Wahrscheinlichkeiten für Gewinne aber selbst nach hohen Geldeinsätzen sehr niedrig.
Diablo Immortal nutzt, wie einige andere Free-to-play-Spiele auch, Spielmechaniken und psychologische Tricks, die bei dafür anfälligen Menschen Spielsucht auslösen können und daher problematisch sind. Da seit 2018 in den Niederlanden und Belgien Lootboxen als eine Form des Glücksspiels gelten und damit illegal sind, wurde Diablo Immortal in beiden Ländern nicht veröffentlicht.

## Rezeption
Diablo Immortal spaltete die Presse. Zwar wurden die gelungene Touch-Steuerung, das motivierende Gameplay und der große Umfang gelobt, allerdings stießen der Internet-Zwang, das vereinfachte Skillsystem, Grinding, dominante Echtgeld-Transaktionen und Glücksspiel-Mechaniken auf viel Kritik. GameStar vergab die niedrigste Wertung, die je ein Spiel des Entwicklers von dem Magazin erhalten hat: Blizzard habe völlig den Bezug zu seinen Spielerinnen und Spielern verloren.
Die Nutzer reagierten mit massenhaften Review Bombing auf die Veröffentlichung. Aktuell ist die PC-Version auf Metacritic mit einer durchschnittlichen Nutzerwertung von 0,3 von 10 möglichen Punkten das am niedrigsten bewertete Spiel in der Datenbank.
Dennoch wurde Diablo Immortal eine Woche nach dem Release mehr als 10 Millionen Mal heruntergeladen.